# Binzasara

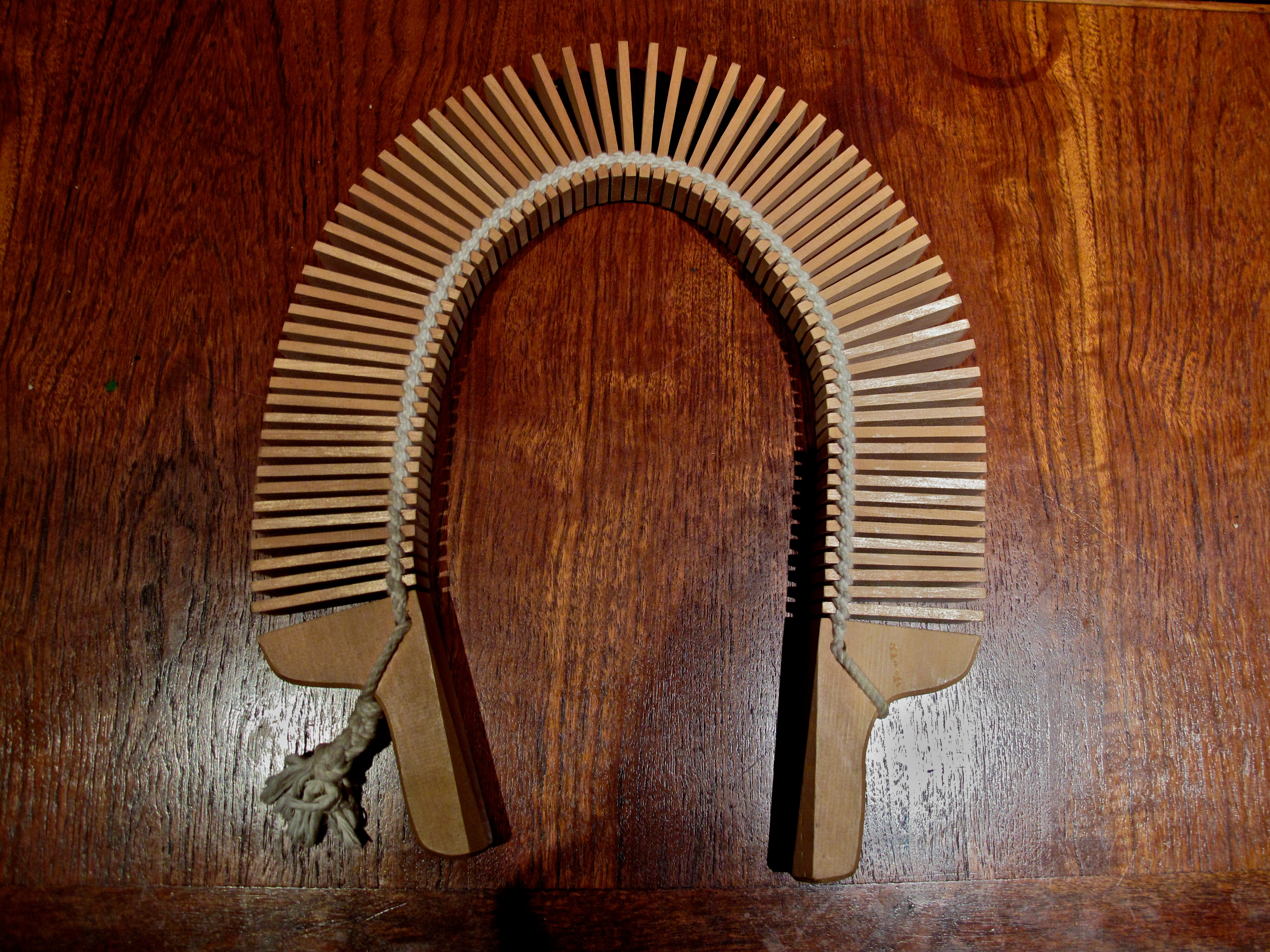
Una binzasara

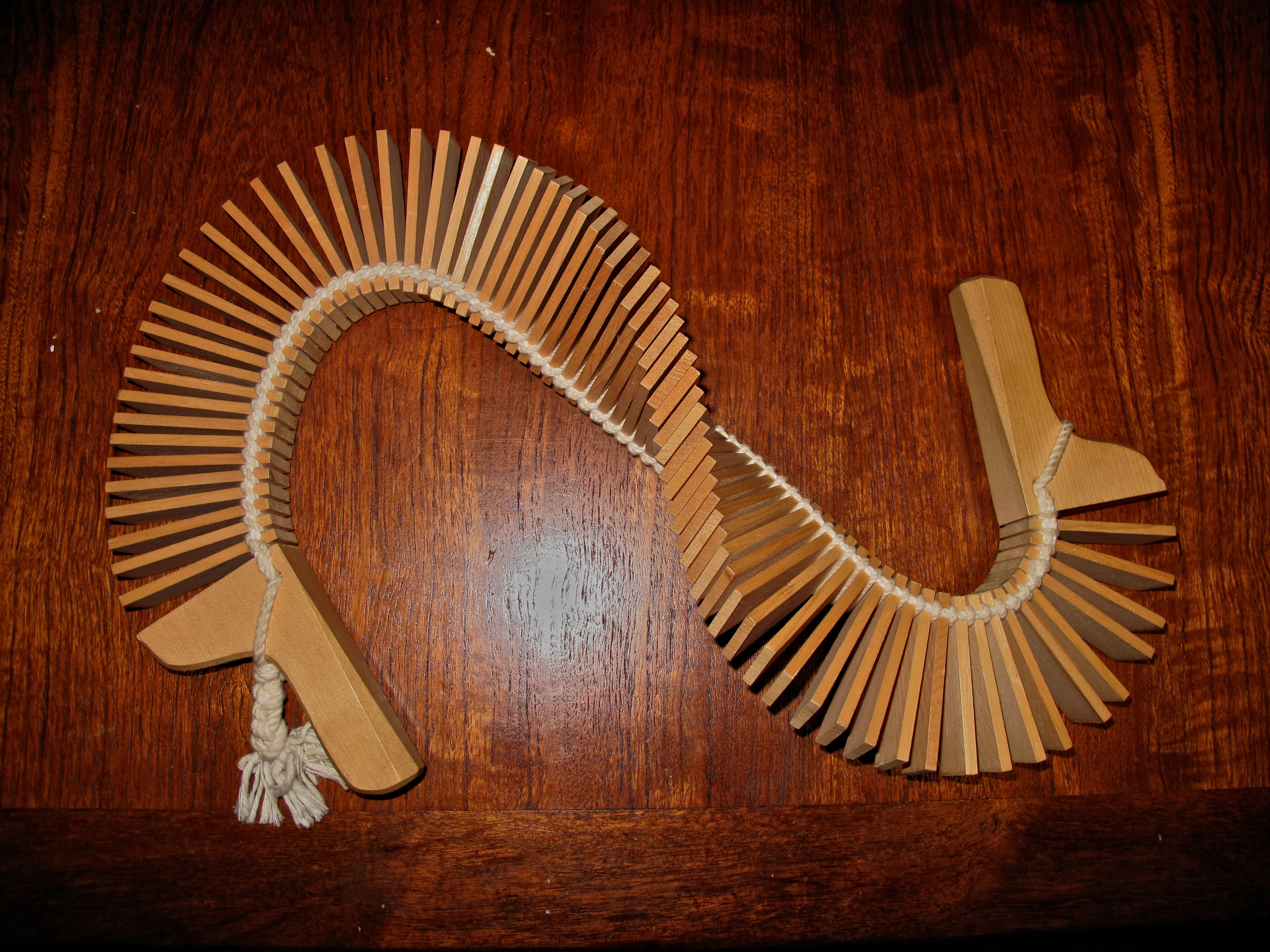

La Binzasara es un instrumento de percusión tradicional japonés utilizado en composiciones folclóricas, bailes rurales y el teatro kabuki. El instrumento se compone de muchas piezas de madera en forma de placas, enlazadas con un cordón de algodón. Dispone de unas asas en ambos extremos con las que se hace sonar la pila de placas de madera mediante movimientos ondulatorios.